# Bajadasaurus
Bajadasaurus este un gen de dinozaur sauropod din Cretacicul timpuriu (stadiul Berriasianul târziu până la Valanginian) din nordul Patagoniei, Argentina. A fost descris pentru prima dată în 2019 pe baza unui singur exemplar găsit în 2010 care include un craniu în mare parte complet și părți ale gâtului. Singura specie este Bajadasaurus pronuspinax. 
Genul este clasificat ca membru al Dicraeosauridae, un grup de sauropode relativ mici și cu gât scurt, care au trăit din Jurasicul timpuriu sau mijlociu până la sfârșitul Cretacicului timpuriu.

## Descoperire și nume

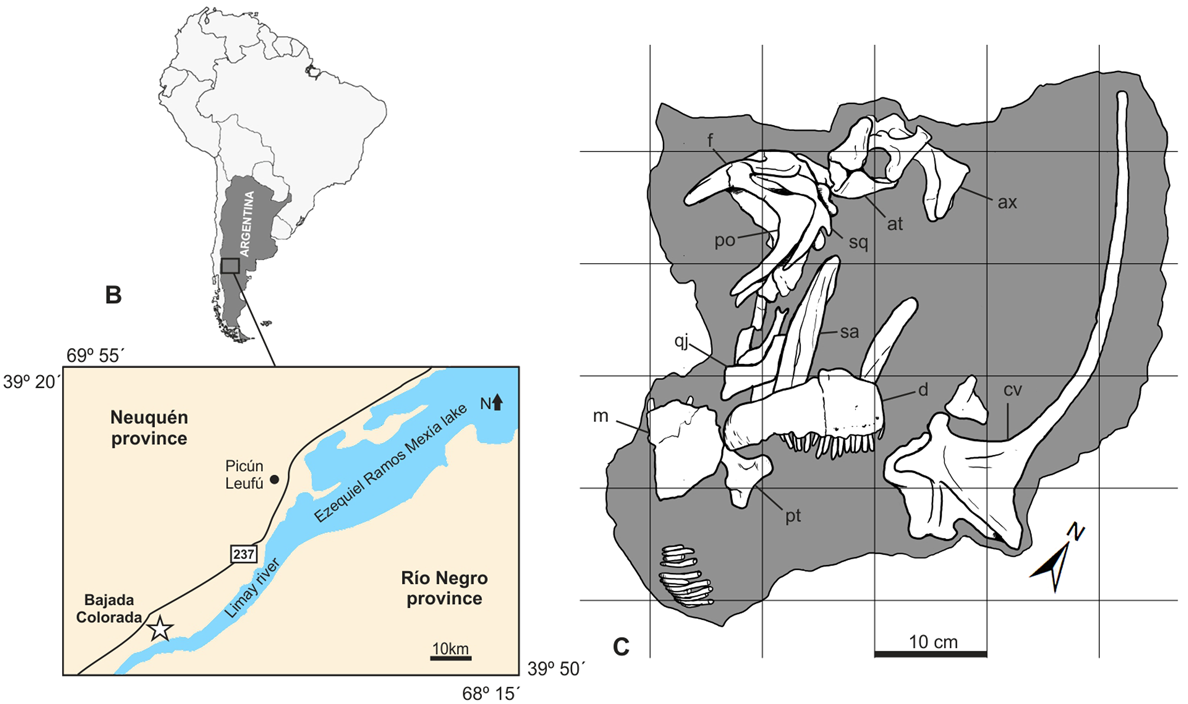
Locul și harta carierei holotipului

Singurul exemplar a fost descoperit în 2010 de paleontologii de la CONICET, agenția științifică a guvernului argentinian. Situl descoperirii, localitatea Bajada Colorada, este situat la 40 de kilometri sud de orașul Picún Leufú, în apropierea malurilor vestice ale râului Limay, în Patagonia. Specimenul, din care au fost expuse inițial doar câțiva dinți, a fost găsit de paleontologul argentinian Pablo Gallina. Întrucât fosilele din această zonă sunt adesea fragile, specimenul nu a fost săpat os-cu-os în câmp, ci extras ca un singur bloc mare de rocă și os învelit în ipsos. Pregătirea blocului în laborator a arătat apoi cea mai mare parte a craniului, precum și primele două și, probabil, a cincea vertebră a gâtului unui nou gen de dinozaur.
Specimenul a fost descris în mod oficial drept holotipul unui nou gen și specie, Bajadasaurus pronuspinax, de Gallina și colegii săi în 2019. Denumirea generică este derivată din cuvântul spaniol Bajada („coborâre”), cu referire la localitatea Bajada Colorada și cuvântul grecesc saurus („șopârlă”). Denumirea specifică este derivată din latinescul pronus („aplecat spre înainte”) și din grecescul spinax  („vertebră”) referindu-se la vertebrele lungi și curbate ale gâtului.

## Descriere

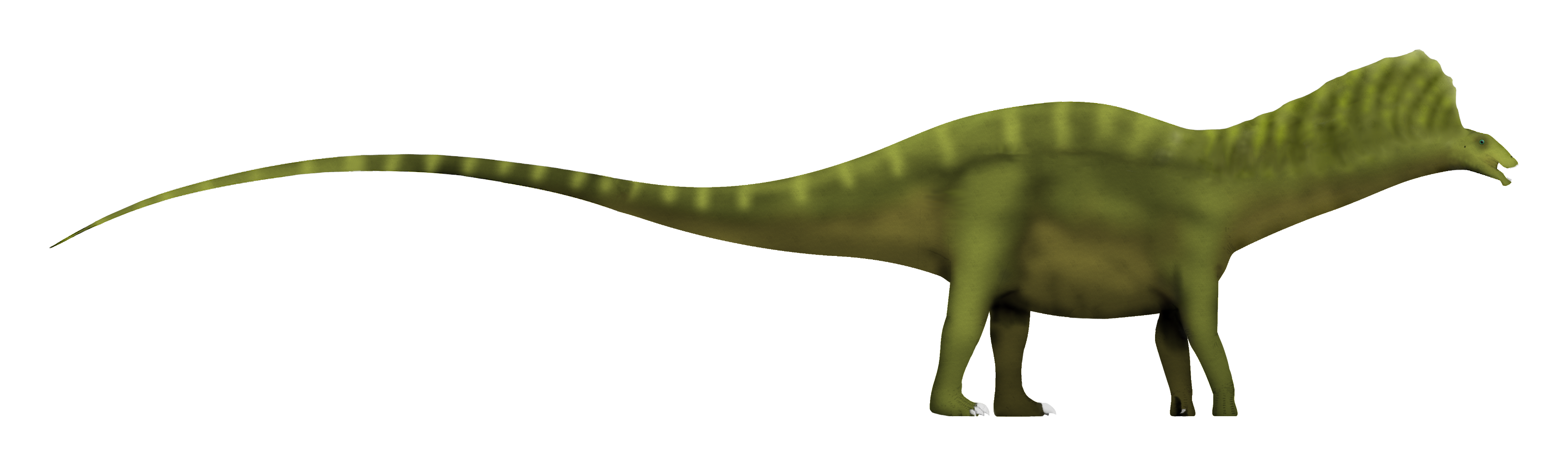
Restaurare speculativă bazată pe Amargasaurus

Bajadasaurus este clasificat ca membru al familiei sauropodelor Dicraeosauridae. Ca toate sauropodele, dicraeosauridele erau erbivore mari, cu patru picioare, cu gât și coadă lungă și proporțional cu capul foarte mic. Erau mici în comparație cu majoritatea altor sauropode, ajungând aproximativ la dimensiuni ale elefanților asiatici din zilele noastre, iar gâtul lor era relativ scurt. Vertebrele bifurcate lungi au fost o caracteristică comună a grupului.